# Juan de Herrera (Repubblica Dominicana)
Juan de Herrera è un comune della Repubblica Dominicana di 12.727 abitanti, situato nella provincia di San Juan. Comprende, oltre al capoluogo, un distretto municipale: Jinova.